# Sebastián Izquierdo
Sebastián Izquierdo (Alcaraz, Albacete, 1601 - Roma, 1681) fue un matemático, lógico y filósofo español.

## Biografía
Estudió con los jesuitas, que se habían establecido en su ciudad natal en 1617, y se graduó en Artes por Alcalá. En 1623 ingresó en la Compañía de Jesús y enseñó teología y filosofía en los colegios de su orden en España (de 1641 a 1661 en Alcalá de Henares, Murcia y Madrid); en esta última ciudad fue nombrado Censor de la Inquisición. A los sesenta años se trasladó a Italia como asistente de su orden y en 1661 fue elegido Asistente del Prepósito General como representante de las provincias jesuitas de España y desde entonces habitó en Roma, donde falleció en 1681.

## Obras
Es conocido sobre todo como autor de Pharus scientiarum, un tratado sobre la metodología y propedéutica que hay que utilizar para acceder al conocimiento, concebido este como una sola ciencia. En esta obra, donde se deja sentir la huella de Raimundo Lulio y se asimilan las tradiciones lógicas aristotélica y baconiana, se esbozan algunos de los caminos que recorrerá posteriormente Leibniz y se expresan algunas ideas originales sobre matemáticas y lógica que han valido a su autor estar entre los españoles más sobresalientes de su tiempo en esos campos. Así, por ejemplo, lo usaron no solo matemáticos españoles destacados, como su contemporáneo Juan Caramuel o el ilustrado Tomás Vicente Tosca, sino también importantes matemáticos extranjeros como Athanasius Kircher, Gaspar Knittel o Gottfried Wilhelm Leibniz; este último, en particular, citó otra obra de su autor, su Disputatio de Combinatione, en su De Arte Combinatoria (1666). Izquierdo también escribió sobre teología: Opus theologicum.